# Renato Spagnoli
Renato Spagnoli (Livorno, 28 dicembre 1928 – Livorno, 13 marzo 2019) è stato un artista italiano.

## Biografia
Renato Spagnoli è nato il 28 dicembre 1928 a Livorno in via Garibaldi dove è stato per molti anni lo studio fotografico FotoArte.
Durante le scuole d'avviamento, Spagnoli ha buoni risultati solo nel disegno geometrico, i cui lavori vengono esposti nelle mostre di fine anno.
Il 28 maggio 1943 Livorno viene bombardata dagli americani e la famiglia Spagnoli è costretta a spostarsi a Marciana (Cascina). Un anno dopo la famiglia ritorna a Livorno in una nuova casa, perché l'altra è stata rasa al suolo dalle bombe il 28 giugno dell'anno precedente. Alla fine di quello stesso anno Spagnoli inizia a lavorare in una cava di pietra a Montenero (Livorno) sotto al monumento a Galeazzo Ciano. Nel 1946 entra a lavorare come operaio per una ditta di manutenzione al deposito locomotive a Livorno. Nel 1948 si iscrive al Partito Comunista partecipando attivamente alle iniziative.
Nel 1950 conosce Lunella Bellini, con cui si sposerà nel 1955.
Nel 1956 Renato Spagnoli inizia a disegnare dal vero con amici pittori (Pogni, Benedetti, Socci, Alfredo Fabbri e altri) e vince un concorso come verniciatore alle Ferrovie dello Stato. Nel 1958 nasce il figlio Enrico.
Nel 1960 si appassiona al Jazz e a scrittori americani come Henry Miller e Jack Kerouac. Con l'amico e collega Giorgio Bartoli va a visitare la Biennale di Venezia che gli permette di scoprire l'arte contemporanea di ricerca. Nel 1961 abbandona l'arte figurativa e inizia a sperimentare l'action painting.
Nel 1963, dopo contatti tra artisti livornesi, Bartoli, Spagnoli, Graziani e Lacquaniti fondano nella sede della Federazione Anarchica un gruppo chiamato "Atoma". Alla Galleria Numero di Fiamma Vigo, a Firenze, il gruppo espone e presenta il primo manifesto di poetica; nella stessa occasione fa conoscenza con i critici Giuseppe Gatt, Corrado Maltese, Guido Montana, Lara Vinca Masini e Umbro Apollonio. A Firenze conosce e frequenta gli artisti Giuseppe Chiari, Vinicio Berti, Riccardo Guarneri. Poco più tardi Graziani esce dal gruppo.
Nel 1967, nella Galleria Sincron, Spagnoli conosce Bruno Munari e partecipa a mostre collettive con i più importanti artisti italiani. Poco dopo la mostra nella galleria di Fabrizio Giraldi, il quale si interessa al lavoro di Spagnoli, il gruppo Atoma si scioglie.
Nel 1968 Spagnoli inizia a realizzare opere a stampa serigrafica e su lastra di metacrilato: dodici di queste lastre formano l'opera "Ambiente 68", una installazione di 15 m² in cui si può camminare all'interno.
Nello stesso anno, selezionato con altri artisti da Munari per una mostra a livello internazionale, soggiorna a Parigi, conosce Eliseo Mattiacci e Giorgio De Marchis e collabora con Lara Vinca Masini all'allestimento della Biennale dei Giovani.
Nel 1969 Spagnoli è tra i fondatori, con Bianca Garinei ed altri artisti, del centro culturale Tèchne, a Firenze. Cofondatore e direttore è il poeta visivo Eugenio Miccini, ideatore del nome. Viene edita l'omonima rivista.
Nel 1970 inizia a realizzare le prime mostre personali esponendo insieme a Giovanni Campus alla Galleria AL2 a Roma e alla Galleria Sincron a Brescia.
Tra il 1971 e il 1972 Spagnoli diventa amico di Roberto Peccolo e soggiorna nuovamente a Parigi ospitato dall'artista argentino Hugo De Marco. Nel 1974 torna per la terza volta a Parigi, ospite del pittore Sérvulo Esmeraldo. Mario Guidotti, conosciuto pochi anni prima, lo presenta alla Galleria Qui Arte Contemporanea di Roma dove poi esporrà. Nel 1976 Spagnoli partecipa a Expoarte a Bari e Lorenza Trucchi lo inserisce nell'annuario "Segnalati Bolaffi".
Tra il 1977 e il 1978 Renato Spagnoli decide di sperimentare lavori su carta e cartoncino, abbandonando il metacrilato, e utilizza nelle sue opere la lettera "A" con un effetto di illusioni ottiche anamorfiche. All'inizio degli anni ottanta Luciano Caramel lo introduce nel catalogo che descrive le sue mostre personali di Macerata e Ferrara (Palazzo dei Diamanti). In quest'ultimo vengono installate diverse "anamorfosi".
Tra il 1985 e il 1986, a Livorno, Spagnoli si unisce al gruppo "Portofranco" con il quale partecipa alla mostra/azione "Armi improprie", eseguita in Piazza della Repubblica e nella Fortezza Nuova e alla mostra "indicazioni provvisorie" presso i Bottini dell'olio.
Nel 1988 viene premiato alla XIV edizione del concorso nazionale di pittura "Lario-Cadorago". Nell'anno successivo partecipa alla mostra "Wortlaut", rivolta agli artisti internazionali che si dedicano ai simboli letterali, allestita prima a Colonia nella galleria Schüppenhauer, poi a Bochum e l'anno dopo a Praga.
Nel 1991 Giorgio Di Genova lo inserisce nel volume dedicato alla "Generazione anni venti" della sua Storia dell'arte italiana. In quello stesso anno la lettera "A" scompare dalle sue opere.
Nel 1994 il Comune di Livorno organizza una sua mostra personale per la quale Spagnoli realizza tre grandi opere: Macchina saggia, Un conto in sospeso, Ascensione facile.
Nel 1996 Giunti Editore pubblica l'opera di Lara Vinca Masini ARTE CONTEMPORANEA in cui trovano spazio sia Spagnoli che il Gruppo Atoma.
Nel 1999 nella Galleria Lazzari di Roma viene proposta una mostra personale che mette a confronto le opere degli anni sessanta e novanta presentata da Antonella Capitanio. Nel 2000 Spagnoli realizza delle sculture con vuoti al centro e il collezionista Carlo Pepi si interessa al suo lavoro. Nel 2001 fa amicizia con Pietro Grossi che però muore l'anno successivo.
Nel 2004 a Roma partecipa all'esposizione "Vedo rosso" e nel 2005 all'esposizione "Vedo blu". In quello stesso anno inizia una collaborazione con il comune di Pontedera e l'associazione Matithyah per il progetto didattico "Giocalarte", realizzato con l'intento di far avvicinare i bambini ai linguaggi dell'arte contemporanea.
Nel 2006 viene allestita una importante antologica presso l'Ecomuseo dell'Alabastro di Castellina Marittima, organizzata dalla coop. Caesar Onlus.
Nel 2007 Spagnoli realizza un'installazione temporanea al M.A.R.T. (Museo d'Arte Moderna e Contemporanea di Trento e Rovereto) ed inizia a creare libri d'artista, che presenterà in varie mostre successive.
Nel 2008 familiari e amici organizzano, nella Galleria di Roberto Peccolo, un evento a sorpresa per l'ottantesimo compleanno dell'artista. Roberto Merlino realizza il cortometraggio Renato, vincitore del premio FEDIC al Festival del cinema di Brescello.
Nel 2011 per il Comune di Livorno realizza la grande "A" posta in Piazza Attias e tre anni dopo viene realizzata una mostra sulle sue opere degli anni sessanta, in cui vengono installate anche le grandi lastre di Ambiente 68.
Il 3 dicembre 2016 viene inaugurato in Piazza Grande Grido Rosso, un'opera alta due metri e di grande impatto visivo, realizzata in occasione della mostra antologica presso la Fondazione Livorno (dicembre 2016 - marzo 2017).
Nel dicembre 2018 viene allestita una doppia personale a Livorno nella galleria Peccolo e nella galleria GianMarco Casini Gallery in occasione del novantesimo compleanno.
Muore poche settimane dopo.

## Gruppo Atoma
Il gruppo Atoma nacque nel 1963 nella sede della Federazione Anarchica Livornese ed era composto da Renato Spagnoli, Mario Lido Graziani, Giorgio Bartoli e Renato Lacquaniti. Il gruppo era stato creato per una comune esigenza di assimilare le teorie più attuali di quelle discipline che avrebbero fatto parte del futuro.
Il gruppo Atoma non aveva una vera e propria collocazione nella cultura contemporanea ma si avvicinava a due filoni: la Pop art e il Neoconcretismo. La scelta di usare segni e simboli della comunicazione mostra un'ideologia, l'interesse per i temi attuali dell'epoca ed è rafforzata da concetti forti, tra i quali tutte le categorie mentali che regolano la conoscenza e la comunicazione. Il gruppo, nonostante avesse idee opposte a quelle della cultura provinciale di Livorno, riesce a farsi strada nella città e successivamente al di fuori.
Il gruppo pubblica due manifesti:
- 1° Manifesto (Pubblicato sul dépliant della mostra n° 407 della Galleria Numero diretta da Fiamma Vigo – Firenze 9-22 maggio 1964)
- 2° Manifesto (Pubblicato su Marcatrè n° 14/15 giugno 1965)

## Opere
tipizzazione (dal sito ufficiale)
Inizi ('56-'60)
- Studio (Matita su carta, Smalto su carta, Biro su carta, Matita su tela)

Svolta ('61)
- Studio (Smalto su carta, Vinilici su carta, Vinilici su carta intelata)

Segni ('62-'63)
- ST6/62, ST29/62, TB4/63 (Vinilici su carta intelata)
- ST1/63, T12/63 (Vinilici su tela)

Gruppo Atoma ('64-'66)
- Messaggio A1, Continuo 4 (Vinilici su tela)
- Probabilità 5, Probabilità Y, Probabilità AIZC (Vinilici e carta intelata)

Lastre ('66-'77)
- Ambiente 68 (Adesivi su metacrilato)
- 696, Multiplo 68, 1970x30, Multiplo H, 7232 (Serigrafia su metacrilato)
- 3D6, 4D16 (Vinilici su metacrilato e masonite)
- 7405, 7461, 7533, 7633, 7706, 7708 (Acrilici su metacrilato e masonite)

Serigrafie su carta ('68-'77)
- Studio colore
- "A=" presentazione di Lara Vinca Masini
- Serigrafia senza titolo

Anamorfosi ('78-'81)
- Rapporto 4 (Vinilici su tela)
- APR5, AP8 e APR9, AP14, APRXY, CENTOA (Adesivo)

Legni bianchi ('83-'89)
- Cool cinque, Dime 9, 8302, Bianco 9 (Legno smaltato)

Frammenti ('81-'90)
- Ella, Piano violableu/s (Olio su tela)
- 8103, 8114, K121, senza titolo, A88-3, A88-8, 9065, 9068 (Acrilico su tela)

Nero su Nero ('88-'89)
- 8829-30-31-32, 8945-46 (Rilievo in legno dipinto)

Scatole ('91-'95)
- Ascensione facile, Un conto in sospeso, Macchina saggia, Equazione spaziale, Verso destra, I'll remember April, 95-6, ...Pompei (Legno colorato)
- Ornithology, Colori al vento, Doppiare il Capo, Vivace ma non troppo (Tecnica mista su legno)

Su due piani ('96-2003)
- Carica doppia, Fissare la memoria 1, Complicità opposte, Gasp, Train Going By, Canzone colorata 2 (Legno colorato)
- Rosso interrotto, Equinozio di primavera, Delirio controllato (Tecnica mista)

Sculture (2000-2005)
- Mantra, Canto d'amore, Gola Profonda, Namibia, Anomalo con brio, Volare alto, Figura Giallo Nera, Sabra, Silenzioso, Vega, Idaho Creek, Scoppio ritardato, 23-04, Irakari spa (Legno colorato)

Oggi (2001-2005)
- Figura B4, Ghiaccio bollente, Compensare le perdite, Nilo azzurro, Ocirne 1, Foresta pluviale, Blu rissoso, Poggio rosso, Circa, Riflessione formale (Legno Colorato)

### Installazioni
- 2011 La grande A (Piazza Attias, Livorno)
- 2016 Grido Rosso (Piazza Grande, Livorno)

## Esposizioni

### Personali
- 1970
  - Galleria Sincron (Brescia)
  - Galleria AL2 (Roma)
  - Galleria Scipione (Macerata)
  - 1971
  - Galleria Synchron (Rimini)
- 1972
  - Centro 8G (Ascoli Piceno)
- 1973
  - Galleria Carolina (Portici)
  - Galleria Giraldi (Livorno)
  - Studio 73 (La Spezia)
- 1976
  - Qui Arte Contemporanea (Roma)
  - New Gallery (Catania)
- 1978
  - Galleria il Diagramma 32 (Napoli)
- 1979
  - Galleria il Cortile (Bologna)
  - Galleria Peccolo (Livorno)
- 1980
  - Centro d'arte il Brandale (Savona)
  - Studio AM16 (Roma)
- 1981
  - Pinacoteca Comunale (Macerata)
  - Centro attività visive, Palazzo dei Diamanti (Ferrara)
- 1982
  - Studio Laboratorio (Torino)
- 1984
  - Art Stable (Amsterdam)
- 1987
  - Colonie Libere Italiane (Zurigo)
- 1989
  - Studio "Arte Oggi" (Livorno)
- 1990
  - Galleria Arte Centro (Milano)
  - Galleria Sincron (Brescia)
- 1993
  - Studio Gennai (Pisa)
- 1994
  - Casa della cultura (Livorno)
- 1997
  - Studio Gennai (Pisa)
- 1999
  - Galleria Giraldi (Livorno)
  - Galleria Lazzari (Roma)
- 2000
  - LIBA, Arte contemporanea (Pontedera)
  - Studio Gennai (Pisa)
- 2001
  - Associazione Industriali (Livorno)
- 2006
  - Ecomuseo dell'Alabastro (Castellina Marittima)
- 2007
  - Factory (Livorno)
  - M.A.R.T. (Rovereto) installazione in occasione di un convegno
  - Centro Esp. ex Fornace Pasquinucci (Capraia)
- 2008
  - Galleria Peccolo (Livorno) Realizzata per gli ottant'anni di Spagnoli.
- 2009
  - Galleria Peccolo (Livorno)
- 2010
  - Studio Gennai (Pisa)
- 2013
  - Galleria Peccolo (Livorno)
- 2014
  - Sala degli Archi, Fortezza Nuova (Livorno)
- 2016
  - Fondazione Livorno Arte Cultura (Livorno)
- 2018
  - Taragaruz Multistore (Livorno) - all'interno di Anni'70 festival
  - GianMarcoCasiniGallery (Livorno) Realizzata per i novant'anni di Spagnoli.
  - Galleria Peccolo (Livorno) Realizzata per i novant'annii di Spagnoli.
- 2019
  - Solo Show presso Artefiera Bologna a cura di GMCGallery
  - Nino Cafè (Macerata)
- 2020
  - Palazzo Ducale (Massa)

## Contributi critici
- Gian Carlo Oli, in Nuove dimensioni, a. IV, 1964, n° 20-21.
- Lara Vinca Masini in Giovanni Campus - Renato Spagnoli, catalogo della mostra, Galleria AL2 Roma, 1970.
- Bruno Munari in Giovanni Campus - Renato Spagnoli, catalogo della mostra, Galleria AL2 Roma, 1970.
- Giorgio Di Genova, in GALA, VIII- Novembre 1971.
- Carlo Melloni, in Ascoli Piceno- Renato Spagnoli, n.5, 1972.
- Arcangelo Izzo, in Lettera da Napoli- Renato Spagnoli, luglio 1973.
- B. D'Amore, Presentazione, in Renato Spagnoli, catalogo della mostra, Napoli, Galleria Il Diagramma 32, 1978.
- Luciano Caramel, "Alfabeto e ambiente", in Renato Spagnoli, La dialettica dell'alfabeto, catalogo della mostra, Pinacoteca Comunale, Macerata, 1981.
- Fulvio Abbate, in Renato Spagnoli a Livorno, edizioni Peccolo, Livorno, 1989.
- Giovanni M. Accame, in Renato Spagnoli, opere 1961- 1963, edizioni Peccolo, Livorno, 1989.
- Lara Vinca Masini, "Renato Spagnoli (Livorno, 1928)" in Arte contemporanea, vol. III, la linea del modello. Arte come progetto del mondo, Giunti Editore, Firenze, 1996.
- Massimo Carboni, in Presentazione mostra personale, Studio Gennai, Pisa, 1997.
- Alberto Veca, in Presentazione mostra personale, Galleria Giraldi, Livorno, 1999.
- Giancarlo Bertoncini, in Presentazione mostra personale, Associazione culturale LIBA, Pontedera, 2000.
- M. Francesca Pepi, "Renato Spagnoli, Destabilizzazioni e riequilibri", in Renato Spagnoli, un percorso 6 opere storiche + 6 sculture attuali, catalogo della mostra, Galleria Peccolo, Livorno, 2013.